# 소마 요시타네 (1619년)
소마 요시타네(일본어: 相馬義胤, 1619년 ~ 1651년 4월 24일)는 소마 나카무라번의 2대 번주이다. 어릴적 이름은 도라노스케(虎之助)이다. 관위는 종5위하, 다이젠노스케(大膳亮)이다.
초대 번주 소마 도시타네의 맏아들로 태어났다. 1625년, 아버지가 사망하자 겨우 7세의 나이로 번주가 되었다. 어릴 때는 할아버지 요시타네가 후견인이 되어 보좌하였다. 1651년, 병으로 갑자기 사망하였으나 후사가 없으므로 딸의 남편인 쓰치야 나오카타가 양자로서 그 뒤를 이었다.
| 전임 소마 도시타네 | 제2대 소마 나카무라번 번주 1625년 ~ 1651년 | 후임 소마 다다타네 |